# Răzvan Cuc
Alexandru Răzvan Cuc (4 dicembre 1983) è un politico rumeno.
Entrato in politica con il Partito del Popolo-Dan Diaconescu, nel 2016 venne eletto deputato per il Partito Social Democratico. Fu segretario di stato (2015-2016) e a due riprese ministro dei trasporti, tra il gennaio e l'ottobre 2017 e dal febbraio al novembre 2019.

## Formazione e carriera professionale
Il padre fu diplomatico ed ex ambasciatore in Brasile.
Diplomatosi nel 2002 presso il liceo linguistico George Coșbuc di Bucarest, frequentò successivamente il corso in integrazione europea della facoltà di economia dell'Università Romena-Americana della capitale romena, laureandosi nel 2006. Nel corso degli anni universitari prese parte a numerosi stage di formazione tra la Romania e gli Stati Uniti. Nel 2006 vinse una borsa di studio nel quadro del Programma Leonardo da Vinci, grazie al quale eseguì un tirocino di quattro mesi nel Regno Unito.
Tra il 2006 e il 2008 frequentò un master in economia presso l'Università Romena-Americana, mentre nel 2008 seguì un corso di perfezionamento di un mese all'International Trade Centre di Ginevra. Conseguito il master, nel 2009 decise di iscrivesi alla facoltà di giurisprudenza dell'Università Hyperion, completando tali studi nel 2012. Nel 2008 iniziò un dottorato presso la Scuola di studi superiori dell'Accademia romena, ma non concluse mai il corso.
Dal 2006 al 2007 fu consulente per il ministero dell'economia in un programma riguardante l'applicazione della direttiva 98/34/CE del parlamento europeo. Dal 2007 al 2010, invece, lavorò per il ministero per le piccole e medie imprese per l'elaborazione di una strategia nazionale per l'export della Romania e la partecipazione del paese a diverse fiere internazionali.
Dal 2010 al 2016 fu amministratore e direttore di due società private con sede a Giurgiu, Pan D'Or Aliment e Administrația Zonei Libere, affiancandovi anche l'attività politica.

## Carriera politica

### Attività nel distretto di Giurgiu
Entrò in politica nel 2012, iscrivendosi al Partito del Popolo-Dan Diaconescu (PP-DD), formazione che si configurava come alternativa antisistema rispetto ai partiti tradizionali. In occasione delle elezioni locali in Romania del 2012 Cuc venne eletto consigliere del distretto di Giurgiu. Nello stesso anno divenne primo vicepresidente del partito e nel mese di dicembre provò la candidatura alla camera dei deputati, ma non ebbe fortuna. Nel corso dei successivi due anni il PP-DD andò incontro a gravi fratture, che portarono alla sua sparizione, anche a causa dell'arresto del fondatore Dan Diaconescu. Cuc abbandonò il partito nel 2014, per iscriversi al Partito Social Democratico (PSD), del quale divenne portavoce e segretario esecutivo nel distretto di Giurgiu.
Nel novembre 2015 lasciò il ruolo di consigliere distrettuale per assumere l'incarico di segretario di stato per l'aviazione e la viabilità terrestre del ministero dei trasporti, su indicazione del primo ministro Victor Ponta (PSD). Nonostante il cambio al vertice dell'esecutivo già il 17 novembre 2015, mantenne la funzione fino al maggio 2016, quando fu congedato dal premier tecnocratico Dacian Cioloș, che riteneva che Cuc avesse partecipato alle attività elettorali del PSD, venendo meno al principio di indipendenza del suo governo.
Nel giugno dello stesso anno tornò nel distretto di Giurgiu, rivestendo la funzione di consigliere personale del presidente del distretto Marian Mina. Nel mese di agosto, quindi, fu assunto dallo stesso ente per il ruolo di amministratore. Tra i suoi compiti figuravano il coordinamento e il controllo delle attività delle società che prestavano servizi al distretto e la gestione delle aziende pubbliche sotto la giurisdizione del consiglio o della presidenza del distretto.

### Deputato e ministro dei trasporti
Nel 2016 si candidò alla camera dei deputati nelle liste del PSD. Oltre ad ottenere l'elezione, fu indicato come membro della commissione trasporti, rivestendone anche il ruolo di vicepresidente fino al febbraio 2017. Tra gli altri incarichi parlamentari nel corso della legislatura fu membro (fino all'aprile 2019) e presidente (dal dicembre 2018 all'aprile 2019) della delegazione del parlamento romeno presso l'assemblea parlamentare del Consiglio dell'Unione europea.
Su sostegno del presidente esecutivo del partito Niculae Bădălău, leader della filiale del PSD di Giurgiu, il 5 gennaio 2017 Cuc fu indicato come ministro dei trasporti del neonato governo Grindeanu. L'emergere di contrasti tra il presidente del partito Liviu Dragnea e il premier Sorin Grindeanu, tuttavia, in pochi mesi portò alla fine del governo. Mentre Grindeanu perse l'appoggio del PSD, i ministri, su indicazione del partito, presentarono le proprie dimissioni in massa, in modo da spingere il primo ministro a ritirarsi dal suo ruolo. Il governo Grindeanu cadde il 21 giugno 2017, su una mozione di sfiducia presentata dallo stesso PSD. Cuc fu riconfermato nella stessa posizione anche nel successivo governo Tudose.
I rapporti tra Cuc e Mihai Tudose, però, si rivelarono complicati. Il primo ministro non perse occasione di sottolineare le carenze e i ritardi del suo ministero, mentre nell'ottobre 2017 ne chiese apertamente le dimissioni. Il 12 ottobre, quindi, il comitato esecutivo del PSD annunciò la sua sostituzione, mentre Dragnea si rammaricò della situazione affermando che, nonostante le sue grandi capacità, non era stato in grado di mettere in luce i suoi risultati per via di problemi comunicativi. Il 17 ottobre Felix Stroe assunse l'incarico di nuovo ministro dei trasporti.
All'inizio del 2019, distanziatosi da Bădălău, Cuc lasciò la filiale del PSD di Giurgiu e si iscrisse a quella del distretto di Neamț, guidata Ionel Arsene.
Il 19 febbraio 2019 fu convalidato dal comitato esecutivo del PSD per rivestire nuovamente la funzione di ministro dei trasporti del governo Dăncilă, che era vacante dal mese di novembre. L'investitura di Cuc veniva al termine di un lungo conflitto istituzionale tra il primo ministro Viorica Dăncilă e il presidente della repubblica Klaus Iohannis, che aveva rifiutato tutte le precedenti nomine. Rimase in carica fino alle dimissioni del governo nel novembre 2019.

### Candidatura a sindaco di Piatra Neamț
Il 31 luglio 2020 annunciò la candidatura alla posizione di sindaco di Piatra Neamț, grazie all'incondizionato sostegno del presidente del PSD nel distretto Ionel Arsene. In segno di protesta contro la designazione di Cuc, tuttavia, il senatore Emilia Arcan rassegnò le proprie dimissioni dal PSD, lamentando che le scelte politiche nel distretto erano realizzate solamente nella ristretta cerchia di Arsene.
Sostenuto da una coalizione composta da PSD e Partito del Potere Umanista, tuttavia, al voto del 27 settembre 2020 Cuc ottenne poco più del 20%, giungendo terzo alle spalle di Andrei Carabelea (PNL) e Dragoș Chitic (PMP).

### Senatore
Nel 2020 fu eletto senatore nella circoscrizione del distretto di Neamț. Nel corso della legislatura rivestì i ruoli di membro della commissione per la politica estera e di vicepresidente di quella per i trasporti.

## Aspetti controversi

### Scandalo TAROM
Il 10 ottobre 2019 il governo Dăncilă, in cui Cuc era ministro dei trasporti, fu battuto da una mozione di sfiducia presentata e votata dall'opposizione. Diversi giorni dopo l'ex direttore generale della compagnia aerea nazionale TAROM, Mădălina Mezei, destituita dal consiglio d'amministrazione dell'azienda il 15 ottobre, dichiarò alla stampa che la sera precedente al voto in parlamento Cuc l'avesse incontrata di fronte alla sua abitazione chiedendole di far ritardare intenzionalmente alcuni voli su cui avrebbero dovuto viaggiare dei deputati dell'opposizione, in modo da non far passare la sfiducia.
In sua difesa Cuc ammise di aver incontrato la Mezei, ma non di aver realizzato tale richiesta e ribadì che gli venivano rivolte delle accuse infondate, basate su interessi personali. In conseguenza dello scandalo il primo ministro Dăncilă inviò il proprio corpo di controllo al ministero dei trasporti e alla TAROM, mentre la Direzione nazionale anticorruzione della Romania (DNA) aprì un fascicolo d'inchiesta.

### Inchiesta sulla ferrovia Brașov-Sighișoara
In seguito alla destituzione dall'incarico del direttore generale della CFR Constantin Axinia, nell'ottobre 2019 la Direzione nazionale anticorruzione avviò un'inchiesta, sospettando potenziali rischi su un grosso appalto assegnato dalla società, riguardante la realizzazione della linea ferroviaria tra Brașov e Sighișoara, finanziato dallo stato e da fondi europei non rimborsabili per il valore di 800 milioni di euro. Il contratto di costruzione era stato assegnato al gruppo RailWorks per 2,9 miliardi di lei nel giugno 2019. Questo, tuttavia, non era stato firmato dal direttore generale della CFR a causa della contestazione in tribunale da parte dell'azienda concorrente Strabag.
Axinia motivò i suoi tentennamenti con la mancanza di diversi requisiti legali per poter procedere. Secondo sue dichiarazioni una sua azione in tal senso avrebbe potuto causare ingenti danni per la società. Di fronte ai procuratori Axinia accusò Cuc, allora ministro dei trasporti, di aver fatto pressioni per costringerlo a firmare il contratto quanto prima in modo da non dare la possibilità ad un futuro governo di attribuirsi dei meriti che sarebbero dovuti andare all'esecutivo socialdemocratico e, in ultima istanza, di aver decretato la sua destituzione dalla CFR per tali motivi. Cuc rigettò le parole di Axinia, affermando di aver agito legalmente e di voler accelerare la firma del contratto solamente per non perdere il finanziamento da parte dell'Unione Europea. Il ministro fu convocato dalla DNA il 25 ottobre 2019.

### Presunte tangenti nel distretto di Arad
Il 13 dicembre 2019 fu ascoltato in qualità di testimone dai procuratori della DNA di Timișoara, che dovevano far luce su un presunto giro di tangenti che coinvolgeva diversi membri del PSD del distretto di Arad, tra i quali il deputato Dorel Căprar, che avrebbero preteso somme di denaro da soggetti interessati a ricoprire incarichi pubblici, comprese diverse funzioni dirigenziali. Secondo gli inquirenti le tangenti erano pagate direttamente all'organizzazione distrettuale del partito e ai capi della Direzione delle strade e dei ponti di Timișoara, che poi le giravano alla tesoreria del PSD di Arad.
Pur non indagato, il nome di Cuc comparve in un'intercettazione. Questi affermò di essere all'oscuro dei fatti.

### Patrimonio
Secondo un'inchiesta di G4 Media al 2019 Cuc possedeva dodici tra case e terreni, oltre a diversi beni mobili e conti bancari. Nel 2020 la maggior parte degli averi sarebbe passata all'ex moglie Ramona Lucia Iordache, ufficiale giudiziario di Giurgiu, nell'ambito della divisione dei beni susseguente il processo di divorzio.